# Église Saint-Hilaire de Cairon
L'église Saint-Hilaire de Cairon est une église catholique située à Cairon, en France.

## Localisation
L'église est située dans le département français du Calvados, sur la commune de Cairon. Comme souvent dans la plaine de Caen, l'église est située à l'extérieur du village. Construite sur une butte, elle surplombe le bourg de Cairon.

## Historique
L'édifice date du début du XIIe siècle.
L'édifice est inscrit au titre des monuments historiques le 16 mai 1927.

## Description
La tour et le chœur appartiennent selon Arcisse de Caumont au style ogival. La nef est romane. La partie supérieure de la tour, surmontée d'une pyramide à quatre pans, est moderne. L'édifice a conservé de beaux modillons ainsi que des fenêtres avec colonnettes et modillons trilobés.
Le coq du sommet du clocher est restauré à neuf et reposé le 4 septembre 2020.

## Galerie

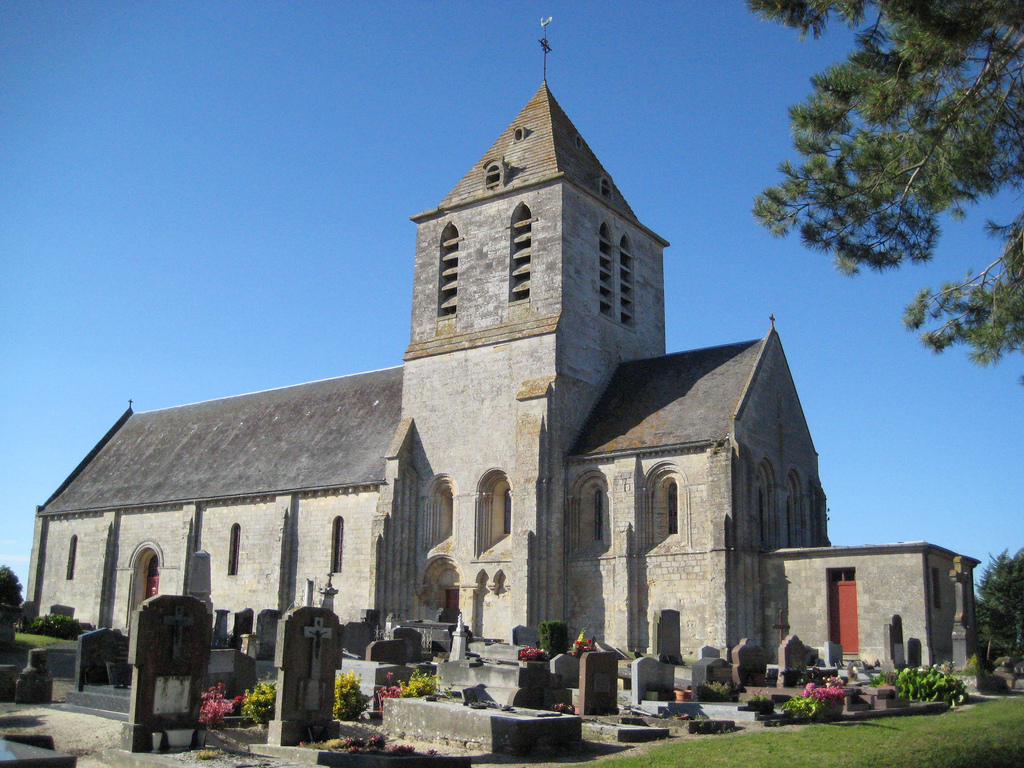
L'église Saint-Hilaire vue du sud.
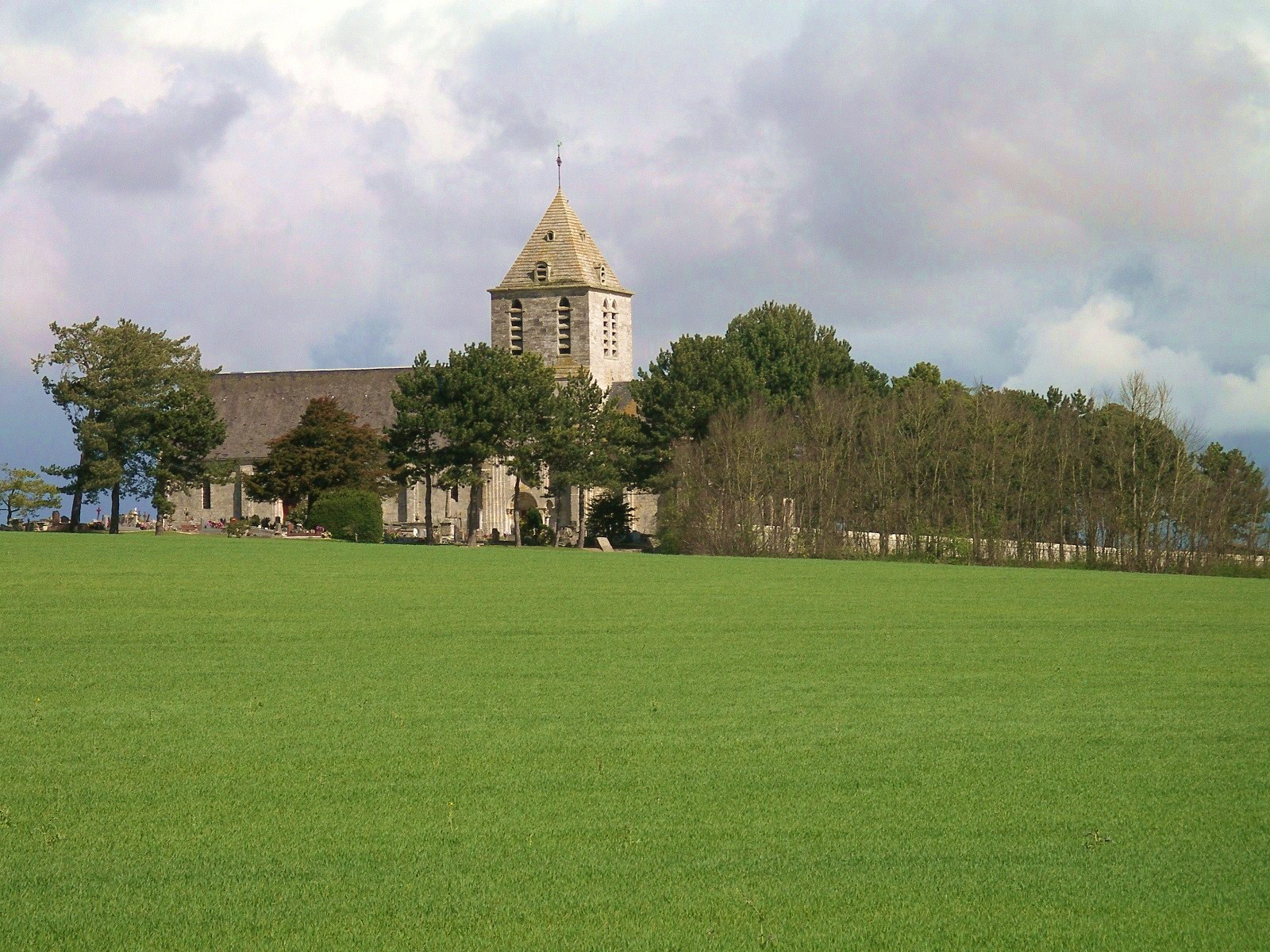
Autre vue extérieure.
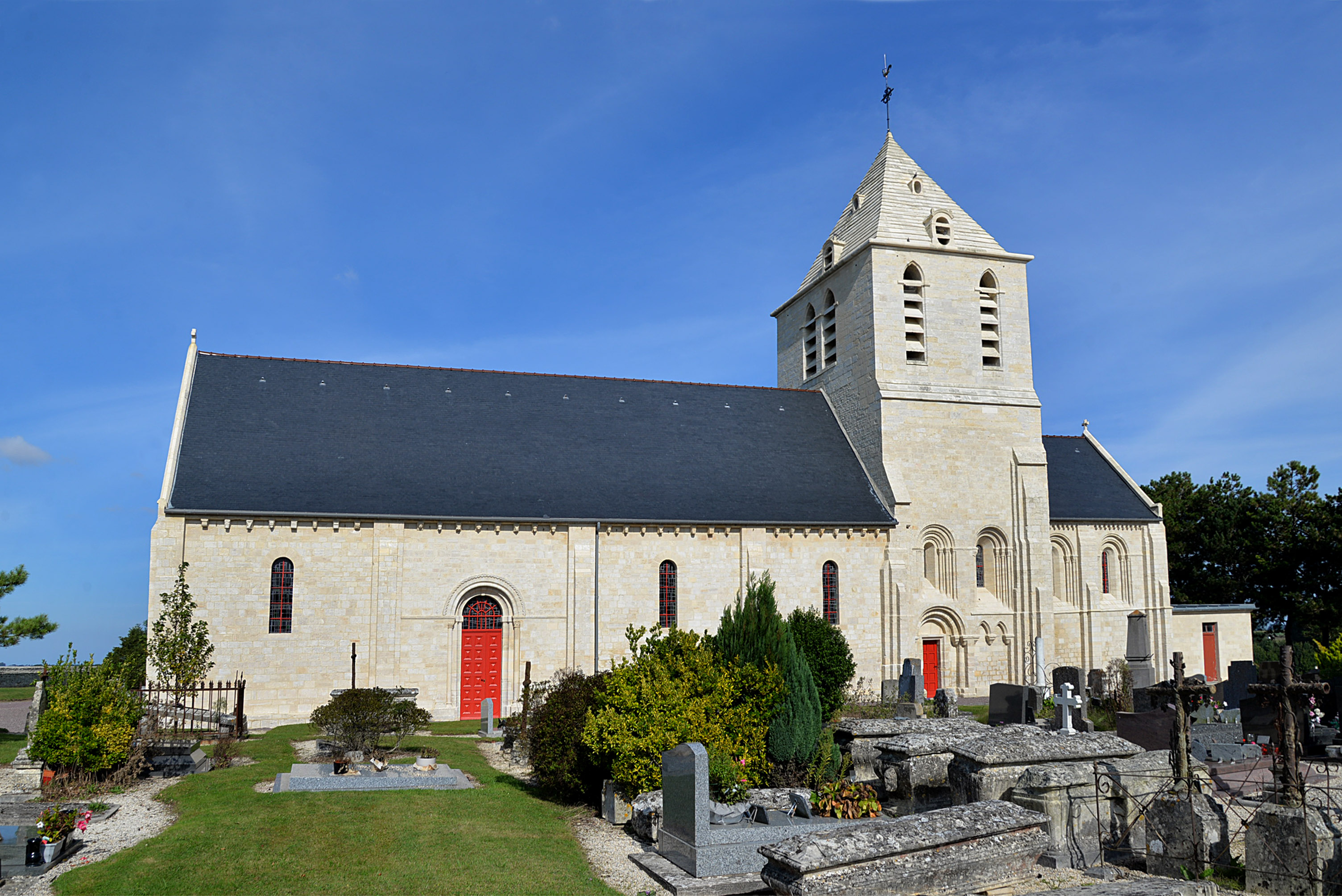
L'église rénovée en 2020. Vue sud.
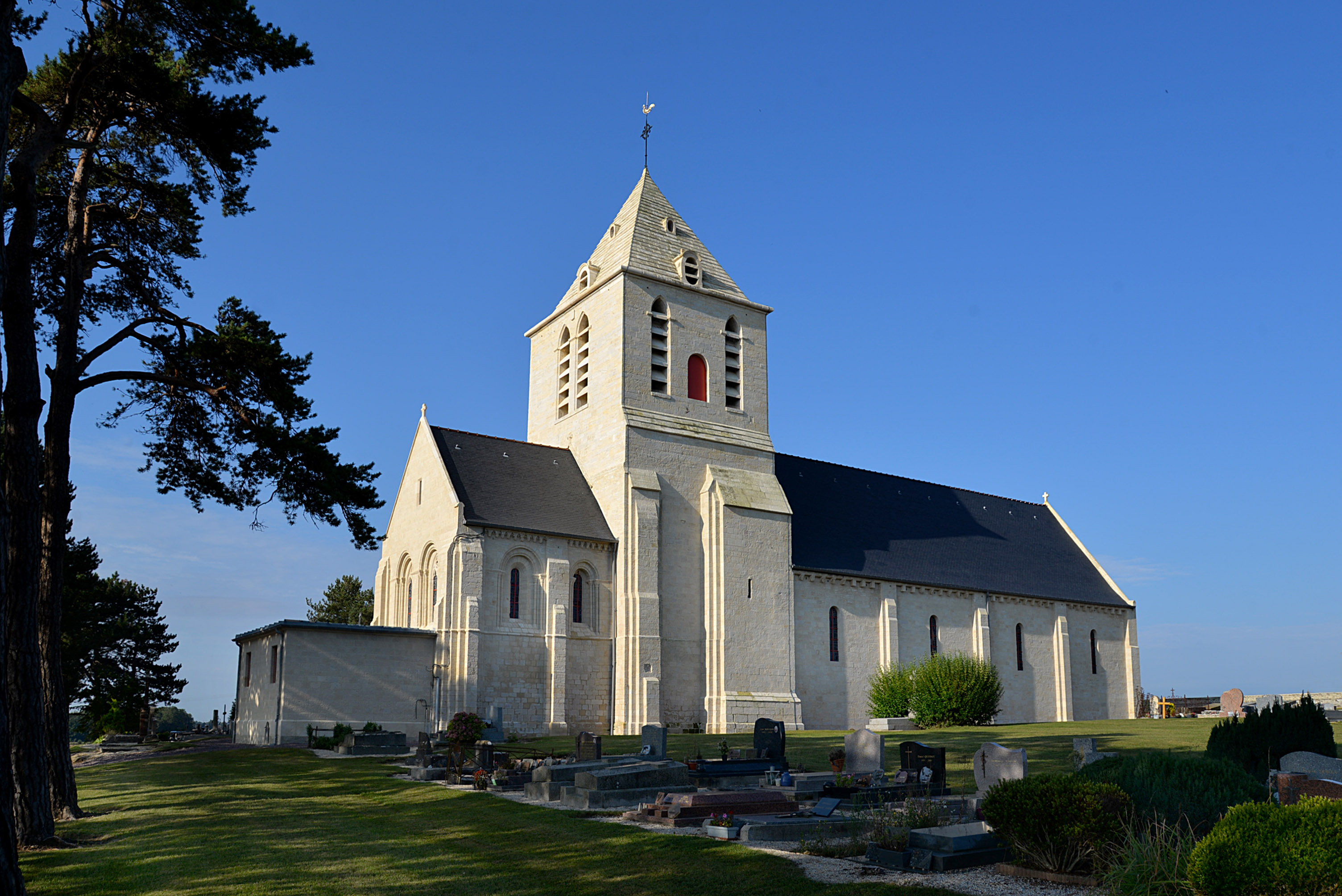
L'église rénovée en 2020. Vue nord-est.
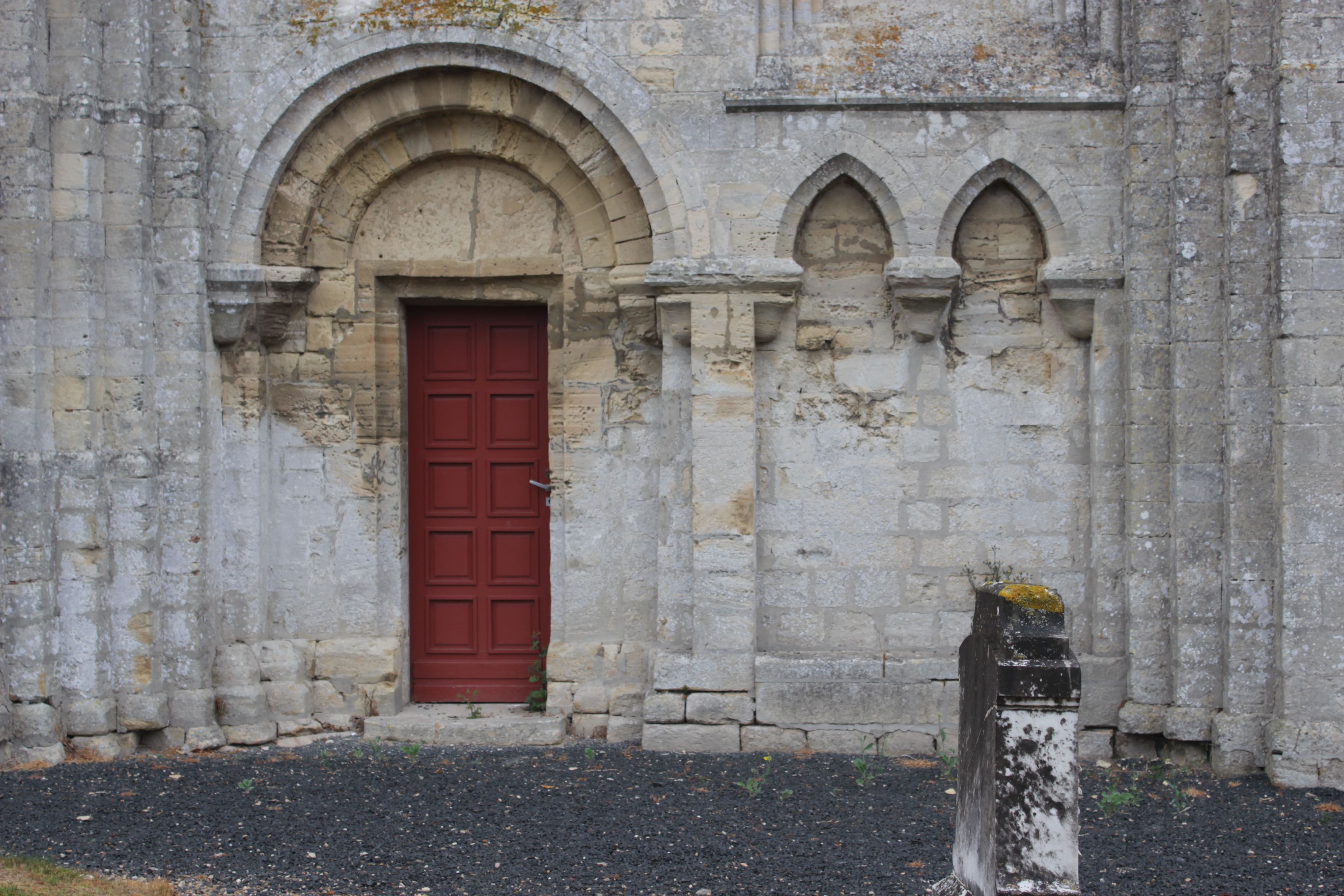
Portail et colonnettes.
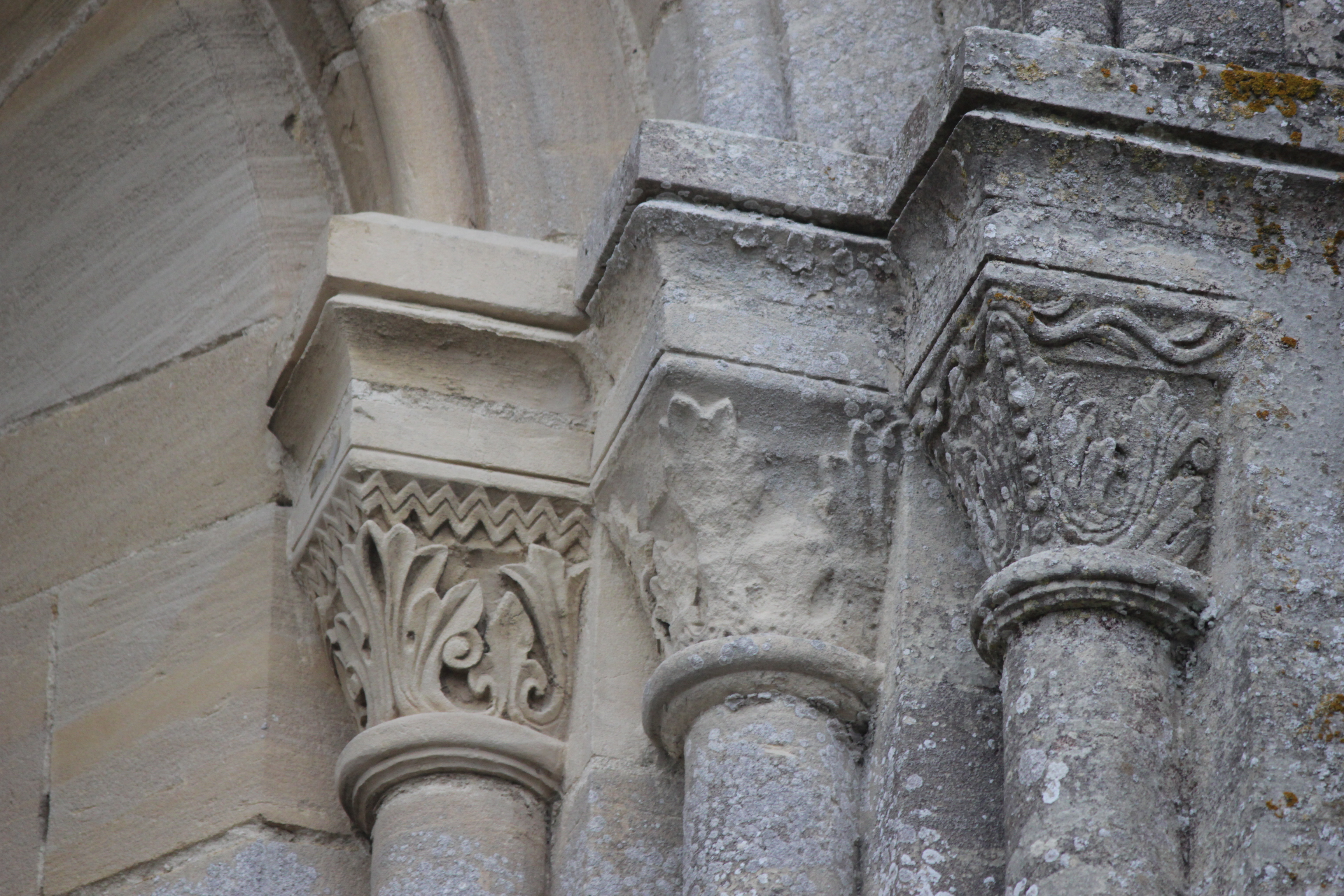
Haut des colonnettes.
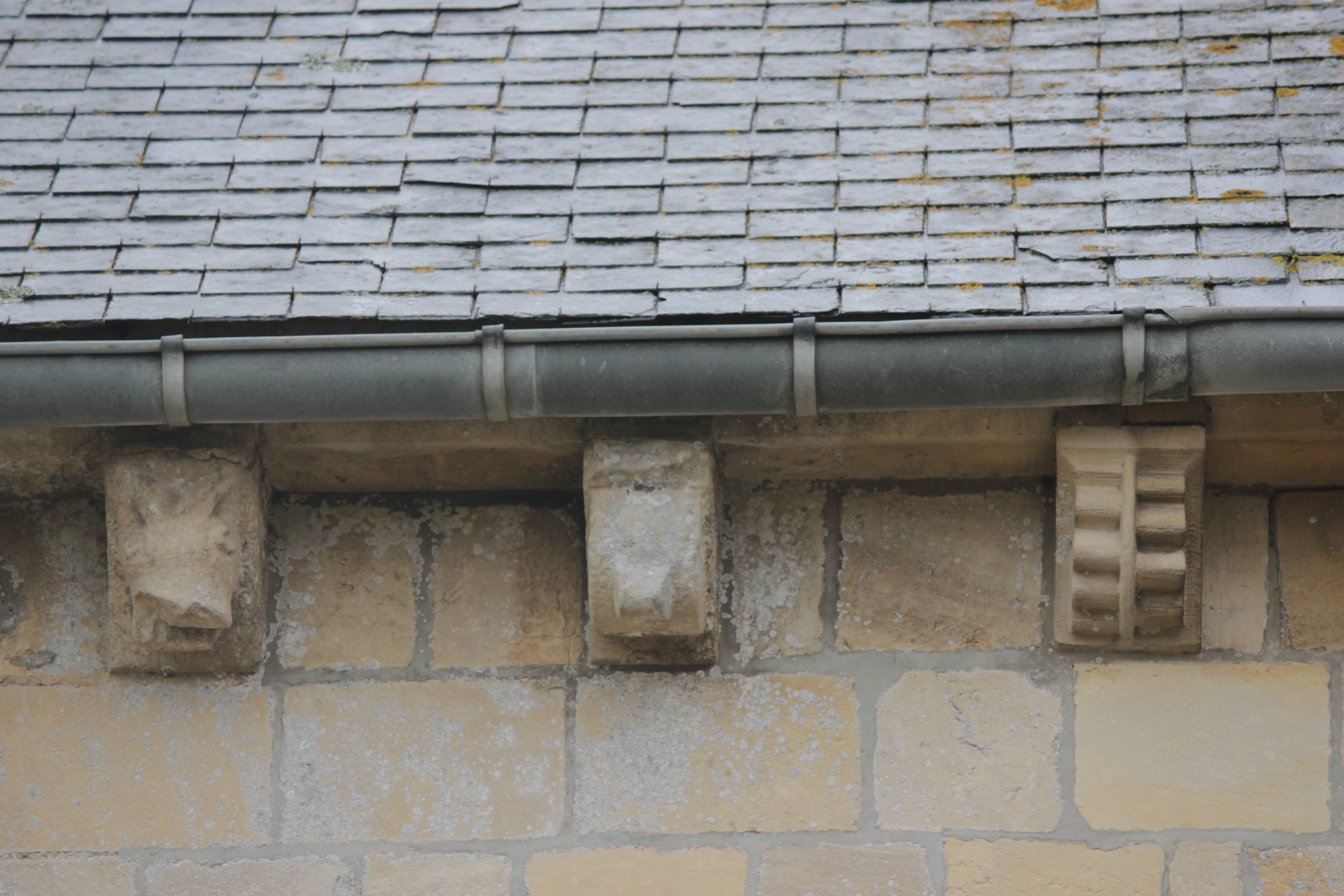
Vue de la partie supérieure du mur avec quelques modillons.
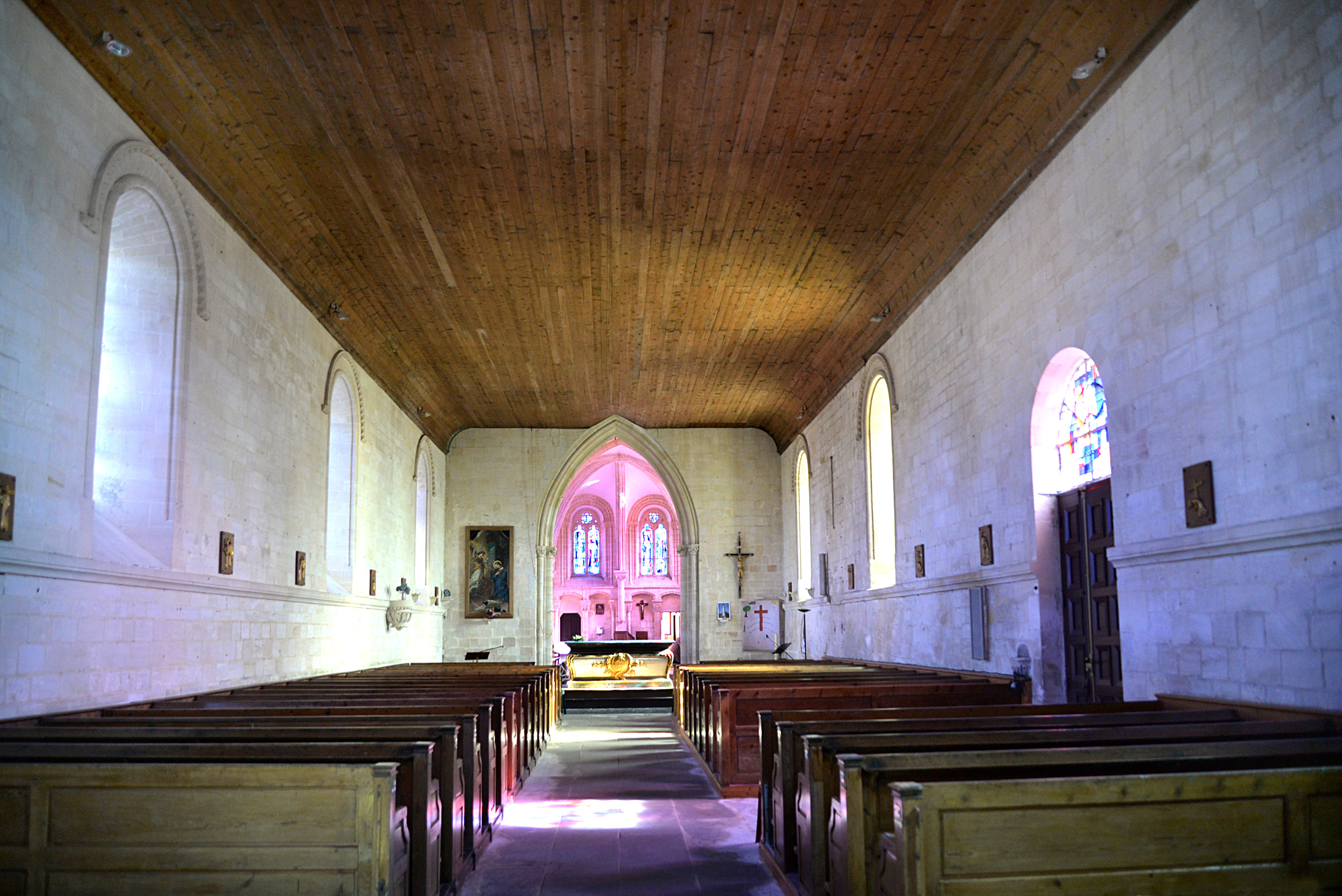
La nef de l'église.
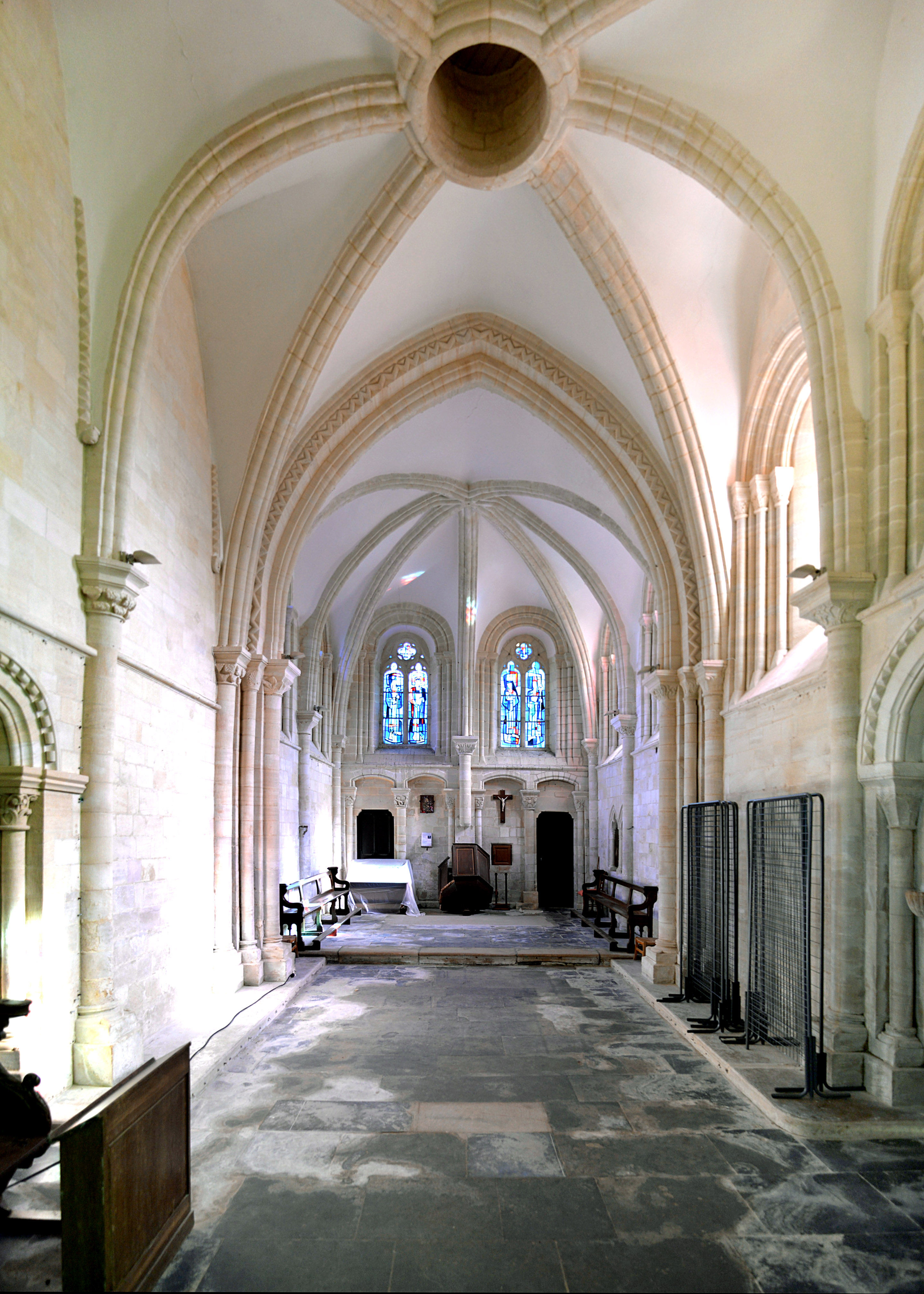
Le chœur de l'église.